# Беркович, Элиэзер
Элиэ́зер Бе́ркович (англ. Eliezer Berkovits; 8 сентября 1908, Гроссвардайн — 20 августа 1992, Иерусалим) — религиозный философ, раввин, теолог, писатель.

## Биография
Беркович родился в Трансильвании, его отец Бер (Дов) Беркович был раввином и судьёй (Даян), преподавал в местной ешиве, в частности, был учителем Иехуды Амиталя, будущего главы ешивы в Алон-Швуте. мать Берковича была также из семьи потомственных раввинов. Дед по матери поддерживал сионистское движение «Поалей мизрахи», приобретал земли близ Хайфы, куда и уехал. Элиезер сопровождал его через всю Румынию в порт Констанца.
Беркович учился в 1922—1928 годах в возрасте 14—20 лет в ешивах Клойзенбурга и Мира, в частности, у раввина Акивы Глазнера, отец которого Шмуэль Глазнер, автор книги «Четвёртое поколение» (ивр. דור רביע‎) тоже поддерживал сионизм и уехал в Палестину в 1923 году. Возможно, Беркович успел поучиться и у Шмуэля Глазнера. В ешиве «Мир» Беркович получил звание раввина («смиха») от раввина Иеуды Финкеля.

В Берлинской раввинской семинарии, 1933 год. Четвёртый слева. Пятый справа — глава иешивы, ректор рав Иехиэль Яаков Вайнберг

Затем Беркович перебрался на запад, пробыл некоторое время во Франкфурте-на-Майне, в 1928 году прибыл в Берлинскую раввинскую семинарию и учился там у выдающегося раввина Яакова Иехиэля Вайнберга, автора книги Сридей Эш. Как это было принято в семинарии, он одновременно учился и в берлинском университете вместе с Й. Д. Соловейчиком и А.И.Хешелем. В возрасте 25 лет Беркович получил вторую смиху от Вайнберга в 1928 году и одновременно получил звание доктора философии, защитив диссертацию на тему «Юм и деизм». Уже в берлинский период Беркович поддерживал религиозно-сионистскую организацию «Союз религиозных первопроходцев», ставшую впоследствии основой Религиозного кибуцного движения.
В 1933—1939 годах Беркович занимал должность раввина в синагоге в районе Берлина Шарлоттенбург. С приходом к власти нацистов предсказывал в выступлениях их скорое падение, за что подвергался вызовам в гестапо. После Хрустальной ночи Беркович был предупреждён о готовящемся аресте и срочно отправил жену и двух сыновей к родственникам в Хайфу. Сам он сумел бежать в Лондон с двумя чемоданами, один из которых содержал рукописи Вайнберга, семья присоединилась к нему в Лондоне. При бомбёжках Лондона Беркович брал в бомбоубежище чемодан с рукописями Вайнберга, после очередного отбоя выяснилось, что погибла вся библиотека Берковича, но рукописи Вайнберга сохранились и были изданы позднее под названием «Остатки, спасшиеся от огня»(ивр. שרידי אש‎).
В дальнейшем занимал раввинские посты в Лидсе (1940—1946 годах), обсуждалась кандидатура Берковича на пост главного раввина Англии, в качестве минуса выдвигался сионизм Берковича. В Англии он издал сборник проповедей «англ. Between yesterday and tomorrow» (1945). Книга «нем. Was ist der Talmud» была уничтожена нацистами. В Англии он написал книгу «англ. Towards historic Judaism» (1943), в которой впервые прослеживаются характерные черты философии Берковича.
После войны он смог вывести спасшихся родственников из Европы в Австралию и переехал туда сам и был раввином в Сиднее в (1946—1950 годах). Там опубликовал только одну книгу: «В поисках основ: пять проповедей» (1947), её основой явились проповеди на субботу между Рош Ха-Шана и Судным днём незадолго до провозглашения государства Израиль. Провозглашения Израиля, произошедшее, когда в Австралии была ночь, произвело на Берковича огромное впечатление, он даже послал сыновей будить евреев, чтобы сообщить им об этом событии.

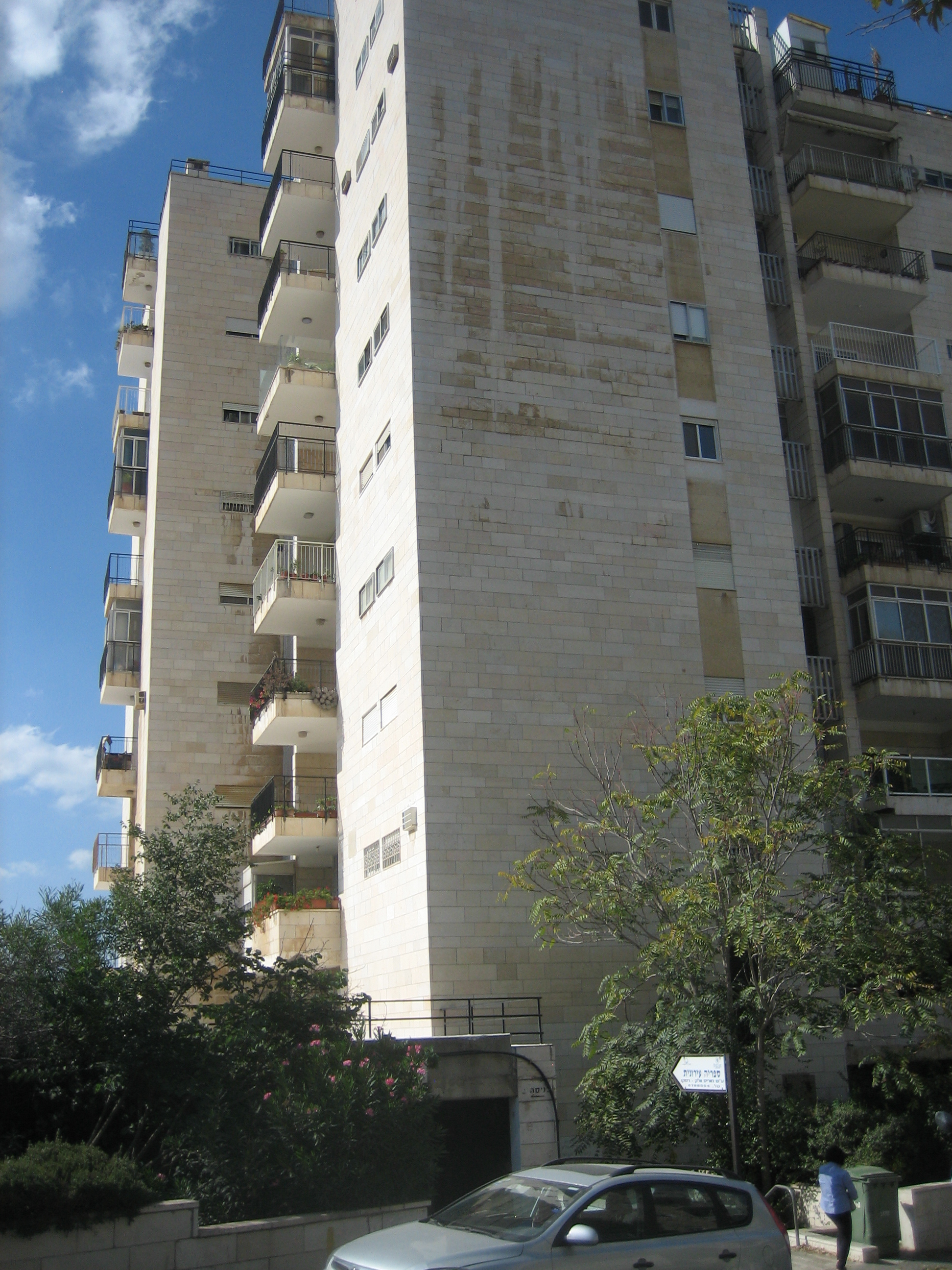
Дом, где жил Беркович в Иерусалиме, ул. Шимони, 4

 В 1950 году Беркович переезжает в Бостон, где еврейская среда была сильнее развита, в частности, он мог там послать сына Дова в еврейскую школу. В Бостоне Беркович был раввином синагоги. В этот довольно спокойный период он написал полемическое сочинение против английского историка Тойнби под названием «англ. Judaism: fossil or ferment? (Иудаизм: окаменелость или закваска?)»(1956). В этот период обнаружились серьёзные расхождения мнений о природе и функциях галахи между Й.-Д. Соловейчиком, сочинения которого приобретали тогда известность и Берковичем.
В 1958 году возглавил отделение еврейской философии в Еврейском теологическом колледже в Скоки под Чикаго, задуманном как параллель к Иешиве-университету. Во время пребывания в колледже Беркович написал шесть книг, в том числе, самую важную «Бог, человек и история» (1959, англ. God, man and History), а также «Молитва» (1962, англ. Prayer), «Условный брак развод в галахе» (1966, ивр. תנאי בנישואין ובגט‎), «Бог и человек. Исследования по Библии» (1962, англ. Man and God: Studies in Biblical Theology), «Вера после катастрофы» (1969, англ. Faith after the Holocaust), «Современные еврейские философии» (1974, англ. Modern philosophies of Judasim) и полемическое сочинение против Мартина Бубера «Еврейская критика философии Мартина Бубера» (1962, англ. A Jewish Critique of the Philosophy of Martin Buber).
В 1975 году репатриировался в Израиль и поселился в Иерусалиме (ул. Шимони, 4), в решении о переезде, видимо, сыграли роль впечатления от Войны Судного дня. В 1982 году Беркович был приглашён по рекомендации члена Верховного суда Менахема Элона тогдашним премьер-министром Менахемом Бегином в комиссию по расследованию убийства Хаима Арлозорова в 1933 году. Беркович написал особое мнение, в котором критиковалась необъективность первого расследования. В Иерусалиме Беркович был раввином синагоги, много писал и преподавал до самой смерти в 1992 году, последняя книга вышла в 1990 году: «Еврейская женщина в течение времён и в Торе» (англ. Jewish woman in Time and Torah).
Всего Беркович написал 19 книг на трех языках: английский, иврит, немецкий, и читал лекции на всех этих языках. Он касался самых фундаментальных вопросов еврейской веры и религии вообще, в частности, значения Катастрофы европейского еврейства, писал трезвым, критическим стилем. Писал также о роли государства Израиль, положении женщин в традиционном еврейском законе, стремясь улучшить их статус. Выдающийся мыслитель, представитель еврейской религиозной мысли, религиозного сионизма и модернизма.

Элиэзер Беркович в разные годы жизни
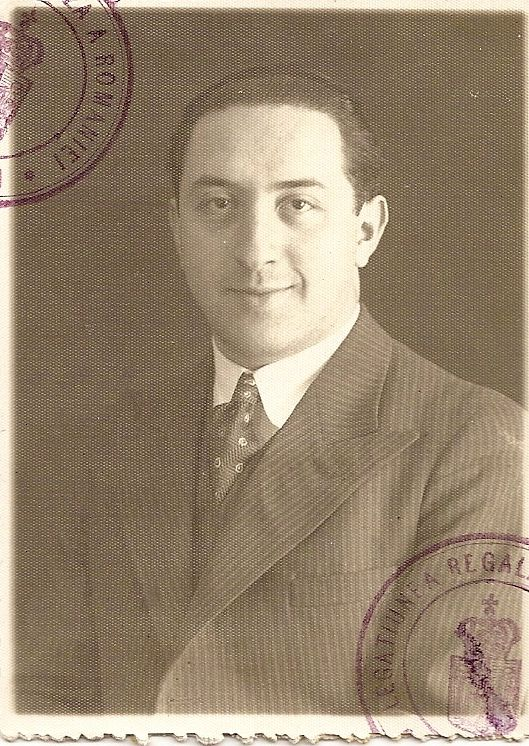
1930 год, Трансильвания, на фото видны штампы по румынски
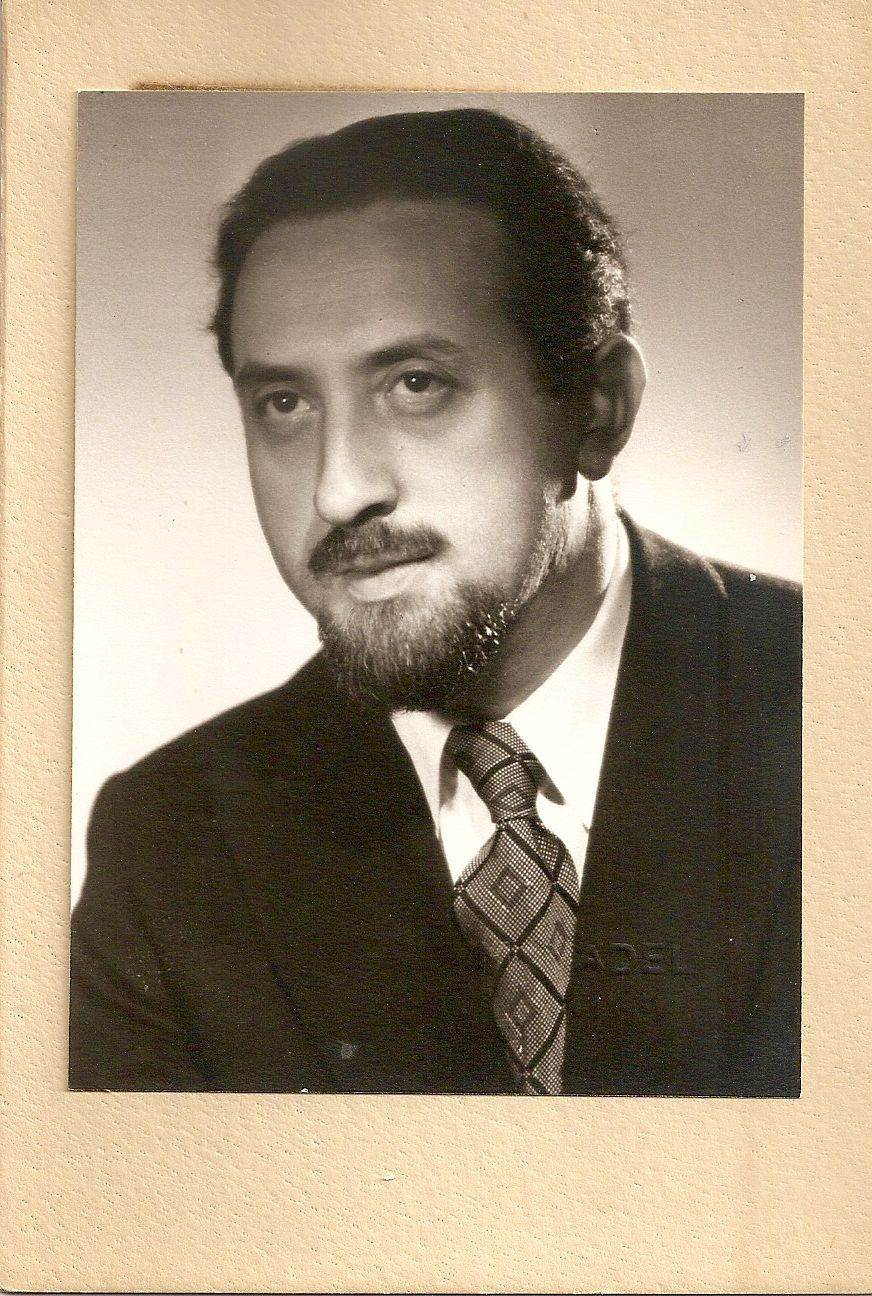
1950 год, Сидней, Австралия
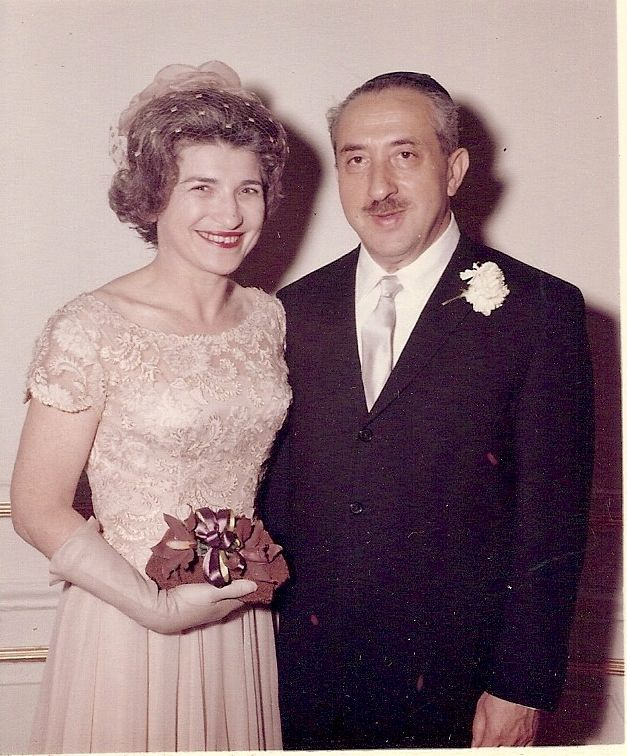
1963, США, город Нью-Йорк
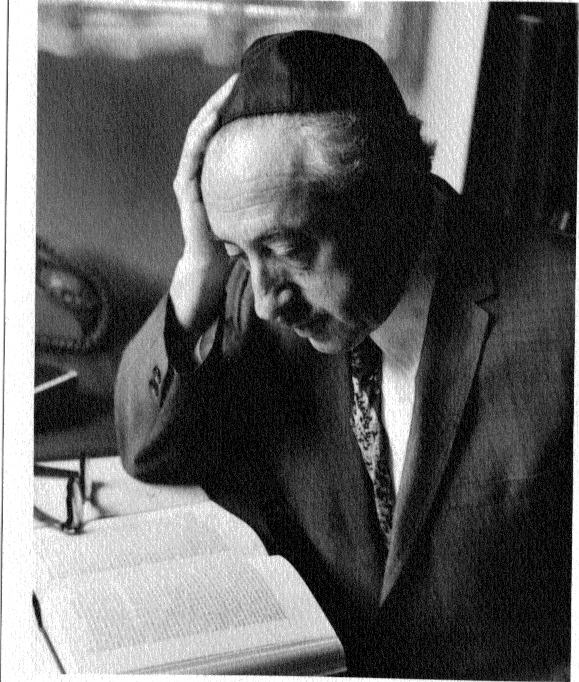
Поздние годы в Иерусалиме

## Философия

### Характер изложения
Философские труды Берковича обладают сочетанием особенностей, которое отличает его от других еврейских философов двадцатого века. Изложение у Берковича, хоть и эмоциональное, но четкое, последовательное и рациональное, что делает его более уязвимым для критики. Беркович нигде не пользуется каббалой, при этом он настаивает, что еврейская философия имеет свой автономный характер, что выражено в таких книгах, как «Кузари» Иехуды Галеви. Беркович — ортодоксальный еврей, но его книги имеют общефилософский охват и подходят для любой монотеистической религии. Изучение Берковича во многих случаях требует знания не только еврейского наследия, но и основных течений европейской философской мысли, особенно идеи Юма и Канта.

### О Боге
Беркович производит парадоксальный синтез из Маймонида и Иегуды Галеви. Бог — трансцендентен и непознаваем для разума, как у Маймонида, но сам факт Синайского Откровения, как встречи человека с Богом, позволяет сделать суждения о качествах Бога и Его отношении к человеку.. Краеугольный камень философии Берковича — сам факт Синайского Откровения, можно кратко сформулировать его философию, как Философию Встречи (в отличие от философии диалога у Бубера).

### Об этике
Беркович подвергает критике все системы обоснования этики, в том числе, чистый разум, но, в отличие от Канта, строит этику на основе интереса Бога к человеку и, особенно, факте дарования этических законов в Синайском Откровении.
Этическое воспитание человека, однако, не может быть совершено только через сознание, воспитание будет эффективным, если будет воздействовать на человека через его материалистическую часть в повседневной жизни.
В иудаизме это достигается через закон, но закон не сводится лишь к воспитанию. Закон так же демонстрирует высокую роль человека в общей схеме Творения.

### Философия истории
По Берковичу народ Израиля несёт особую историческую функцию, утверждая роль Бога и Его закона в истории.
Беркович избегал толкований конкретных исторических событий, прежде всего Катастрофы европейского еврейства. Управление Миром скрыто и непостижимо, чтобы оставить человеку свободу выбора. Отрицать Веру из-за Катастрофы — надругательство над памятью погибших и сохранивших веру, а слепое утверждение веры, невзирая на Катастрофу — надругательство над памятью погибших и потерявших веру.
Беркович придаёт огромное значение государству евреев — Израиль, но не как части визионерского мессианского процесса (по раввину А. И. Куку), а как возможность реализовать Божественный этический закон и выполнить предназначение, указанное для народа Израиля пророками — нести свет в Мир.

### Роль и значение еврейского закона
Несмотря на то, что Закон дан в Откровении, по Берковичу, конкретное историческое еврейское законодательство имеет отпечаток человеческих представлений данного времени. Тора задает идеалы, которые постепенно реализуются по мере морального усовершенствования человечества. Особенно сильно данная тема звучит в приложении к статусу женщин в Галахе. Беркович указывал, что Галаха должна вновь обрести гибкость, утраченную из-за записи Устной Торы и длительного пребывания в подчиненном положении в диаспоре.

## Галаха
Наиболее известны труды Берковича по положению женщин. Он считал, что можно улучшить положение женщин, если использовать все возможности, заложенные в Талмуде, в частности, условный брак и развод. Книга Берковича «Условия при браке и разводе» была одобрена его учителем р. Вайнбергом. Само название перекликается с полемическим трудом девятнадцатого века: «Нет условий в браке и разводе», который был направлен против предложения использовать условия для развода французским гражданским судом.
В более широком плане Беркович считал, что необходимо вернуть Галахе былую гибкость. Некоторые респонсы р. Берковича включены в сборник его учителя р. Вайнберга.

## Современная оценка творчества Берковича
В исследовательском центре «Шалем» в Иерусалиме пришли к выводу, что творчество Берковича оценено недостаточно. При центре открыт «The Eliezer Berkovits Institute for Jewish Thought», ставящий задачу перевести и переиздать все сочинения Берковича на английском и иврите, а также проводить архивные и общие исследования творческого наследия Берковича. Конференции по Берковичу проводят и в его основном месте работы в Чикаго.

### На иврите
- תנאי בנישואין ובגט, מוסד הרב קוק, ירושלים, 1966.
- הלכה כוחה ותפקידה, מוסד הרב קוק, ירושלים, 1981.
- תורת ההגיון בהלכה: הסיבתיות בהלכה, מוסד הרב קוק, ירושלים, 1986.
- משבר היהדות במדינת היהודים, הוצאת ראובן מס, ירושלים, 1987.
- אמונה לאחר השואה, הוצאת שלם בשיתוף יד ושם, ירושלים, תשס"ו.
- עמו אנכי בצרה, הוצאת שלם בשיתוף יד ושם, ירושלים, תשס"ו.
- אלוהים, אדם והיסטוריה, הוצאת שלם, ירושלים, התש"ע.

### На английском
- Towards Historic Judaism (1943)
- Between Yesterday and Tomorrow (1945)
- Judaism: Fossil or Ferment? (1956)
- God, Man, and History (1959)
- Prayer (1962)
- A Jewish Critique of the Philosophy of Martin Buber (1962)
- Man and God: Studies in Biblical Theology (1969)
- Faith After the Holocaust (1973)
- Major Themes in Modern Philosophies of Judaism (1974)
- Crisis and Faith (1976)
- With God in Hell: Judaism in the Ghettos and Death Camps (1979)
- Not in Heaven: The Nature and Function of Halakha (1983)[19]
- HaHalakha, Koha V’Tafkida (1981) [Hebrew] — expanded version of Not in Heaven (above)
- Logic in Halacha (1986) [Hebrew]
- Unity in Judaism (1986)
- Jewish Women in Time and Torah (1990)
- Essential Essays on Judaism (2002), ed. David Hazony[англ.]

### На немецком
- Hume and Deism (1933)
- Was Ist der Talmud? (1938)

### На русском
- «Вера после Катастрофы Архивная копия от 25 марта 2010 на Wayback Machine» (перевод с английского М. Китросской, издательство «Амана», Иерусалим, 1991)
- Аудиокнига по книге «Вера после Катастрофы» Архивная копия от 10 февраля 2022 на Wayback Machine Издательство аудиокниг «Творящее слово», Иерусалим 2020
- «Бог, человек и история», перевод с английского М. и Л. Китросских, издательство «Маханаим», Иерусалим, 2010
- Аудиокнига по книге «Бог, человек и история» Архивная копия от 10 февраля 2022 на Wayback Machine Издательство аудиокниг «Творящее слово», Иерусалим 2020
- «Она не на небесах Архивная копия от 30 января 2020 на Wayback Machine», перевод с английского М. Китросской, издательство «Маханаим», Иерусалим